# Zévaco
Zévaco (korziško Zevacu) je naselje in občina v francoskem departmaju Corse-du-Sud regije - otoka Korzika. Leta 1999 je naselje imelo 56 prebivalcev.

## Geografija
Kraj leži v osrednjem delu otoka Korzike znotraj naravnega regijskega parka Korzike, 45 km vzhodno od središča Ajaccia.

## Uprava
Občina Zévaco skupaj s sosednjimi občinami Ciamannacce, Corrano, Cozzano, Guitera-les-Bains, Palneca, Sampolo, Tasso in Zicavo sestavlja kanton Zicavo s sedežem v istoimenskem kraju. Kanton je sestavni del okrožja Ajaccio.